# Berit Mørdre Lammedal
Berit Mørdre Lammedal (ur. 16 kwietnia 1940 w Nes, zm. 23 sierpnia 2016 tamże) – norweska biegaczka narciarska, trzykrotna medalistka olimpijska i srebrna medalistka mistrzostw świata.

## Kariera
Igrzyska olimpijskie w Grenoble w 1968 r. były jej olimpijskim debiutem. Zdobyła tam srebrny medal w biegu na 10 km stylem klasycznym, ulegając jedynie Szwedce Toini Gustafsson. Ponadto wspólnie z Inger Aufles i Babben Enger Damon triumfowała w sztafecie 3 × 5 km. Cztery lata później, na igrzyskach olimpijskich w Sapporo Norweżki w składzie Inger Aufles, Berit Mørdre Lammedal i Aslaug Dahl zajęły trzecie miejsce w sztafecie. Jej najlepszym wynikiem indywidualnym na tych igrzyskach było 7. miejsce w biegu na 5 km stylem klasycznym.
W 1966 r. wystartowała na mistrzostwach świata w Oslo. Wraz z Inger Aufles i Ingrid Wigernæs zdobyła srebrny medal w sztafecie 3 × 5 km. Cztery lata później, podczas mistrzostw świata w Wysokich Tatrach Norweżki z Mørdre Lammedal w składzie zajęły czwarte miejsce w sztafecie. Na mistrzostwach świata w Falun w 1974 r. w debiutującej na mistrzostwach sztafecie 4 × 5 km wraz z koleżankami zajęła 6. miejsce. Na tych samych mistrzostwach zajęła także 6. miejsce w biegu na 10 km stylem klasycznym.
W 1971 roku została uhonorowana medalem Holmenkollen wraz z dwojgiem biegaczy narciarskich Marjattą Kajosmaa z Finlandii i Reidarem Hjermstadem z Norwegii.

## Osiągnięcia

### Igrzyska olimpijskie
| Miejsce | Dzień     | Rok  | Miejscowość | Konkurencja             | Czas biegu | Strata   | Zwyciężczyni     |
| ------- | --------- | ---- | ----------- | ----------------------- | ---------- | -------- | ---------------- |
| 2.      | 9 lutego  | 1968 | Grenoble    | 10 km stylem klasycznym | 36:46,5    | +1:08,1  | Toini Gustafsson |
| 10.     | 13 lutego | 1968 | Grenoble    | 5 km stylem klasycznym  | 16:45,2    | +26,7    | Toini Gustafsson |
| 1.      | 16 lutego | 1968 | Grenoble    | Sztafeta 3 × 5 km       | 57:30,0    | -        | -                |
| 14.     | 6 lutego  | 1972 | Sapporo     | 10 km stylem klasycznym | 34:17,82   | +2:11,61 | Galina Kułakowa  |
| 7.      | 9 lutego  | 1972 | Sapporo     | 5 km stylem klasycznym  | 30:13,41   | +16,29   | Galina Kułakowa  |
| 3.      | 12 lutego | 1972 | Sapporo     | Sztafeta 3 × 5 km       | 48:46,15   | +1:05,34 | ZSRR             |

### Mistrzostwa świata
| Miejsce | Dzień     | Rok  | Miejscowość  | Konkurencja             | Czas biegu | Strata   | Zwyciężczyni       |
| ------- | --------- | ---- | ------------ | ----------------------- | ---------- | -------- | ------------------ |
| 10.     | 23 lutego | 1966 | Oslo         | 5 km stylem klasycznym  | 17:18,9    | +1:07,5  | Alewtina Kołczina  |
| 11.     | 25 lutego | 1966 | Oslo         | 10 km stylem klasycznym | 36:25,5    | +1:44,3  | Klawdia Bojarskich |
| 2.      | 27 lutego | 1966 | Oslo         | Sztafeta 3 × 5 km       | 56:04,2    | +1:55,6  | ZSRR               |
| 9.      | 16 lutego | 1970 | Vysoké Tatry | 5 km stylem klasycznym  | 18:07,89   | +54,12   | Galina Kułakowa    |
| 4.      | 20 lutego | 1970 | Vysoké Tatry | Sztafeta 3 × 5 km       | 54:32,18   | +1:56,69 | ZSRR               |
| 6.      | 20 lutego | 1974 | Falun        | 10 km stylem klasycznym | 31:25,78   | +1:05,40 | Galina Kułakowa    |
| 6.      | 23 lutego | 1974 | Falun        | Sztafeta 4 × 5 km       | 1:02:57,39 | +2:29,50 | ZSRR               |